# Temporada de ciclones en el Pacífico Sur de 2013-2014
La Temporada de ciclones en el Pacífico Sur de 2013-2014 fue una temporada relativamente normal, con la formación de seis ciclones en la cuenca comprendida entre 160°E y 120°O. La temporada oficialmente inició el 1 de noviembre de 2013 y finalizó el 30 de abril del 2014; sin embargo, los primeros cuatro disturbios tropicales se formaron en octubre pero fueron incluidos en esta temporada. Durante este período, los ciclones tropicales fueron vigilados por el Centro Meteorológico Regional Especializado en Nadi, Fiyi y el Centro de Avisos de Ciclones Tropicales en Brisbane, Australia y Wellington, Nueva Zelanda. Por otro lado, las Fuerzas armadas de los Estados Unidos a través del Centro Conjunto de Advertencia de Tifones (JTWC), también emitieron avisos no oficiales para los Estados Unidos. El Centro Meteorológico Regional Especializado en Nadi, Fiyi númera a los disturbios tropicales y les agrefa un sufijo "F" que se forman o entran en la cuenca, mientras que la JTWC designa a los ciclones tropicales numerándolos y dándoles el sufijo "P". El RSMC Nadi, la TCWC Wellington y Brisbane usan la Escala Australiana de Intensidades de Ciclones Tropicales con un estimado de vientos durante 10 minutos, mientras que la JTWC estima los vientos en 1 minuto; es decir, utiliza la Escala de huracanes de Saffir-Simpson.

## Pronósticos
Acercándose el inicio de la temporada, varios servicios meteorológicos en las islas del Pacífico incluyendo el RSMC Nadi y el Instituto Nacional de Investigación Atmosférica y del Agua de Nueva Zelanda emitieron pronósticos de ciclones tropicales para la temporada.

### Bureáu Meteorológico de Australia
El Bureáu Meteorológico de Australia emitió tres pronósticos para la temporada en el Pacífico sur entre las coordenadas 142.5°E y 120°O, uno para el oeste de la región de la cuenca entre las coordenadas 142.5°E y 165°E y otro para el este de la cuenca entre las coordenadas 165°E y 120°O. Ellos notaron que el océano Pacífico tropical estaba experimentando condiciones neutrales de El Niño el cual significó que, no se esperaba un cambio fuerte en la actividad promedio de formación de ciclones tropicales. También señalaron una temporada típica en la región del Pacífico sur y que no había nada en los controladores climáticos generales para sugerir algo importante. Como resultado, ellos predijeron una temporada cerca del promedio, con un 48% de probabilidades de estar sobre el promedio. En la región occidental de la cuenca se predijeron un 56% de probabilidades de estar sobre el promedio mientras que en el este de la cuenca se predijo un 47% de estar sobre el promedio.

### Instituto Nacional de Investigación Atmosférica y del Agua (NIWA)
El NIWA emitió pronósticos el 15 de octubre de 2013. Según el pronóstico, para esta temporada se espera una temporada ciclónica cerca del promedio, de los cuales entre ocho y doce ciclones tropicales se formarán entre los meridianos 135°E y 120°O de un promedio de 10. Al menos cuatro ciclones tropicales son esperados a alcanzar la categoría tres de ciclón tropical severo, de los cuales tres llegarían a la categoría cuatro, y quizás uno alcance la categoría cinco de ciclón tropical severo en la Escala Australiana de Intensidad de Ciclones Tropicales.

### Pronósticos de riesgos
Al iniciar la temporada, el RSMC Nadi, la NIWA y otros centros meteorológicos del Pacífico evaluaron el riesgo de que un ciclón tropical afectase a una isla en particular dentro del área de responsabilidad. Sabiendo que el precursor de un ciclón tropical es un área de baja presión que se ubicaría al oeste de la Línea internacional de cambio de fecha; una actividad normal o lígeramente sobre lo normal es esperado en las áreas cercanas al meridiano 180°. La NIWA también predijo que la actividad ciclónica entre Vanuatu y Nueva Caledonia, al este del meridiano 180° sería de cerca o debajo de lo normal. El Servicio Meteorológico de las Islas Salomón, el RSMC Nadi y la NIWA predijeron un riesgo normal de al menos un ciclón tropical sobre las Islas Salomón durante la temporada.

## Ciclones tropicales

### Depresión tropical 02F
El precursor de este sistema fue reconocido como disturbio tropical, que se formó el 19 de octubre, muy cerca del ecuador, fue designado 02F por el RSMC Nadi. Esta organización afirmaba que este sistema tenía poca organización. Sin embargo, durante las horas siguientes el sistema mostró una convección persistente, lo suficiente para ser ascendido a la categoría de Depresión tropical el 20 de octubre. Por su parte, la JTWC afirmó que el sistema aumentó su convección significativamente aún con una cizalladura vertical de viento al oeste. Sin embargo, la cizalladura impidió el desarrollo de este sistema, y el 23 de octubre se disipó.

### Depresión tropical 03F
El 21 de octubre, el RSMC Nadi reportó la formación de la depresión tropical 03F a 265 kilómetros al noreste de Honiara, Islas Salomón. Se disipó el 22 de octubre.

### Depresión tropical 04F
La depresión tropical 04F se formó el 25 de octubre bajo la influencia de una dorsal de alto nivel derivado de una alta presión con un área de una cizalladura de viento débil, ubicado a 330 kilómetros al sureste de Honiara, Islas Salomón. Sobre los siguientes dos días el sistema afectó a las islas, antes que RSMC Nadi emitiera su último aviso sobre el sistema el 27 de octubre, y que por lo tanto no se iba a intensificar a categoría uno en la Escala Australiana de Ciclones Tropicales.

### Depresión tropical 05F
El 9 de diciembre, el RSMC Nadi reportó la formación de un disturbio tropical denominado como 05F a 300 kilómetros al oeste-suroeste de Rotuma, Fiyi. Fue ascendido a la categoría de depresión tropical el 11 de diciembre.  Sin embargo, su convección profunda fue arrastrada al este de su centro de circulación de nivel bajo expuesto propiciando su disipación el 13 de diciembre.

### Ciclón tropical severo Ian
Este sistema, denominado como 07F, empezó a ser vigilado por el RSMC Nadi el 2 de enero de 2014, mientras se ubicaba en un ambiente donde predominaba una dorsal de nivel alto y cizalladura de viento. El 5 de enero, la JTWC emitió una "Alerta de Formación de Ciclón Tropical" indicando que el sistema se estaba organizando, con un área persistente de convección profunda alrededor de su centro de circulación de nivel bajo parcialmente expuesto, registrando vientos entre 45 y 55 km/h, ubicado a 722 kilómetros al suroeste de Pago Pago, Samoa Americana. Alcanzada la categoría uno de ciclón tropical, el RSMC Nadi lo denominó como: Ian, mientras que la JTWC lo denominó: 07P.
Durante las siguientes horas, la estructura del ciclón estuvo organizándose, con bandas alimentadoras primarias estrechadas y bien conectadas al centro de circulación de nivel bajo. Debido al ambiente donde predominaba una cizalladura vertical de viento débil y una temperatura superficial del mar de 29 grados Celsius, permitieron al Ian fortalecerse. A las 09:00 UTC del 11 de enero, mientras se ubicaba a 763 kilómetros al sursudoeste de Pago Pago, Samoa Americana, el ciclón alcanzó su máximo pico de intensidad de vientos de 240 km/h en un minuto y 205 km/h en diez minutos, categorizado por la JTWC y el RSMC Nadi como un ciclón de categoría cuatro en la Escala de Saffir-Simpson y categoría cinco en la Escala Australiana de ciclones tropicales respectivamente. Su estructura se encontraba bien definida, con un ojo muy evidente en su centro desplazándose en dirección sur-sureste. Después de esto, otra cizalladura de viento propició la deformación de la estructura ciclónica del Ian y consecuentemente su transición a ciclón extratropical el 14 de enero. El Ian dejó como resultado a una persona fallecida y daños moderados en Tonga.

### Ciclón tropical June
El 13 de enero, el RSMC Nadi reportó la formación de un disturbio tropical, denominado 08F, derivado de un área de baja presión al sureste de la isla de Makira, islas Salomón. A pesar de estar ubicado sobre un área predominante de una cizalladura moderada, el sistema se fortaleció. A las 03:00 UTC del 17 de enero, el organismo denominó al segundo ciclón tropical de la temporada como: June con una convección persistente alrededor de su centro. A las 15:00 UTC, la JTWC inició a emitir avisos sobre este sistema. Debido al ambiente explicado anteriormente, el sistema solo pudo mantener la intensidad de tormenta tropical (categoría uno en la Escala Australiana) registrando vientos máximos de 75 km/h medidos en uno y diez minutos. El 19 de enero, el June expuso su centro de circulación y por consiguiente su transformación a ciclón postropical mientras se ubicaba a 281 kilómetros al noroeste de Kingston, islas Norfolk.

### Depresión tropical 09F
El 21 de enero, el RSMC Nadi reportó la formación del disturbio tropical 09F mientras se ubicaba a 340 kilómetros al suroeste de la isla Palmerston, en el archipiélago de las islas Cook. Sin embargo, el ambiente hostil donde se desarrollaba impidió el desarrollo de la depresión. Se disipó el 25 de enero.

### Disturbio tropical 10F
El 22 de enero, el RSMC Nadi reportó otro disturbio denominado como 10F, que se desarrolló a 530 kilómetros al este-sureste de Taumako, islas Duff. Dejó de ser vigilado por el RSMC Nadi el 24 de enero.

### Ciclón tropical Edna
El 4 de febrero, los remanentes del ciclón Edna cruzaron al área de responsabilidad de Nadi, de la región Australiana. El RSMC de Fiyi había afirmado que el sistema se reintensificó a la categoría uno de ciclón tropical.  Durante ese día, el sistema se organizó rápidamente estando en un área gobernada por una alta presión de nivel medio localizado al este del sistema.  El siguiente día, el RSMC Nadi reportó que el sistema había alcanzado su pico de intensidad, registrando vientos de 95 km/h en 10 minutos a medida que se aproximaba al territorio Francés de Nueva Caledonia. Horas más tarde, el Edna se disipó por condiciones infavorables.

### Depresión tropical 14F
Esta depresión se formó el 23 de febrero, en un ambiente donde predominaba una cizalladura de viento débil o moderado al sur. Su circulación era evidente y con una temperatura superficial del mar de 30 grados Celsius. El 25 de febrero, el RSMC Nadi dejó de emitir avisos sobre este sistema.

### Ciclón tropical Kofi
El 24 de febrero, el RSMC Nadi reportó la formación de la depresión tropical 15F a 265 kilómetros al oeste de Nadi, Fiyi. El sistema se formó muy cerca de 14F, y por lo tanto, la JTWC consideró que estos dos sistemas eran un mismo solo y lo designó como "Invest 92P". El 1 de marzo, el RSMC Nadi consideró a esta depresión como un ciclón tropical y lo designó como: Kofi.  Se reportaron inundaciones y vientos fuertes en varias partes de Tonga, así como lluvias moderadas en Fiyi.
Después de esto, el ciclón se fortaleció aún más, alcanzando la categoría dos según la escala Australiana el 3 de marzo, con vientos máximos de 100 km/h en 10 minutos; 95 km/h en un minuto según la JTWC. Varias horas después, la circulación del Kofi había degenerado, debido a una cizalladura vertical de viento y la temperatura superficial del mar de 26 grados Celsius propiciando su transición a ciclón postropical. El sistema dejó de ser vigilado el 4 de marzo.

### Disturbio tropical 16F/20F (Hadi)
El disturbio tropical 16F se formó en un ambiente predominante de una dorsal de magnitud alta. Sin embargo, horas después salió del área de responsabilidad de Nadi presentando una débil organización. Después de esto, el sistema se desplazó al oeste sobre la región Australiana, donde fue considerado como una baja presión débil por el TCWC de Brisbane. Luego fue designado como 13U por la BOM el 7 de marzo. Tres días después, el sistema 13U se convirtió en el ciclón tropical Hadi.
Cinco días después, el 12 de marzo, los remanentes del ciclón tropical Hadi nuevamente se desarrollaron en un disturbio tropical denominado 20F a 515 kilómetros al sureste de Honiara, islas Salomón. Su característica principal fue su trayectoria errática. El sistema salió nuevamente, el 18 de marzo, del área de responsabilidad del RSMC Nadi, hacia la región Australiana.

### Ciclón tropical severo Lusi
Empezó a ser vigilado el 7 de marzo por el RSMC Nadi como un disturbio tropical denominado: 18F.  El 9 de marzo, el sistema había alcanzado la categoría de depresión tropical.  Horas más tarde, la JTWC emitió su primer aviso, según sus vientos medidos en un minuto, declarando la formación del ciclón tropical 18P, a 907 kilómetros al norte de Numea, Nueva Caledonia. Su estructura se encontraba evidenciada, con bandas formativas estrechadas cimentadas sobre un centro de circulación de nivel bajo, ubicado precisamente al norte de una cizalladura vertical de viento moderada.  El 10 de marzo, el RSMC Nadi lo categorizó como un ciclón tropical, con nombre: Lusi. El Lusi presentaba una convección profunda, con bandas primarias alrededor de su centro.
A las 12:00 UTC del 12 de marzo, el sistema alcanzó la categoría tres de la escala Australiana y consecuentemente referido como un ciclón tropical severo. La JTWC, lo categorizó como un ciclón tropical categoría uno a las 09:00 UTC de ese día. El sistema presentaba un ojo de 28 kilómetros de diámetro, convección profunda establecida sobre esta y bandas convectivas consolidadas.  A las 00:00 UTC del día después, el ciclón Lusi alcanzó su máximo pico de intensidad de vientos, de 150 km/h en 10 minutos, 130 km/h en un minuto con una presión mínima de 960 hPa. Sin embargo, la cizalladura propició el elongamiento del ciclón y la entrada de aire seco a su centro parcialmente expuesto. El sistema consecuentemente se convirtió en ciclón extratropical el 14 de marzo.

### Ciclón tropical Mike
El 12 de marzo, el RSMC Nadi reportó la formación de un disturbio tropical denominado 19F, a 250 kilómetros de Pago Pago, Samoa Americana. En los siguientes días, su estructura se consolidaba con un ambiente en el que una cizalladura de viento se encontraba débil. Por lo tanto el 19 de marzo, el RSMC Nadi categorizó a las 0:00 UTC, el sexto ciclón tropical, denominado: Mike. El sistema se encontraba ubicado a 1.391 kilómetros al sur-sureste de Pago Pago. Sin embargo, una cizalladura de viento fuerte y la disminución de la temperatura superficial del mar limitaron el fortalecimiento del Mike. Su estructura estaba disminuida, característico de un ciclón postropical.  El sistema dejó de ser vigilado el 23 de marzo.

### Depresión tropical 21F
El 17 de marzo, el RSMC Nadi reportó la formación de un disturbio tropical a 210 kilómetros al norte-noroeste de Aitutaki, islas Cook. El sistema se desarrolló de manera pobre debido a una cizalladura de viento. Se disipó el 19 de marzo.

## Otras tormentas
- El 19 de octubre, el RSMC Nadi reportó la formación de un disturbio tropical, designado como 01F en un área donde predominaba una cizalladura de viento, ubicado a 800 kilómetros al sureste de Honiara, Islas Salomón.[85][86] Durante el día el sistema se desplazó al oeste con una estructura compacta muy pequeña; subsecuentemente el sistema fue visto durante el 20 de octubre disipándose al norte de Vanuatu.[87][88]
- El 23 de diciembre, el RSMC Nadi reportó la formación de un disturbio tropical denominándolo cómo 06F, en un área donde predominaba una dorsal alta asociada a una alta presión y una cizalladura vertical de viento al noreste de las Islas Santa Cruz.[89] Durante los siguientes días, la convección se tornó irregular alrededor de su centro y por lo tanto la organización dejó de emitir avisos sobre este sistema.[90]
- El 30 de enero, el RSMC Nadi reportó la formación del disturbio tropical 11F al suroeste de Nadi, Fiyi.[91] El sistema se encontraba al este de un área de baja presión de magnitud alta con presencia de una cizalladura de viento fuerte. Durante ese día, el sistema se desplazó al este-sureste y fue visto por última vez por el RSMC Nadi, cruzando al área de responsabilidad del TCWC Wellington.[92]
- El disturbio tropical 13F se desarrolló el 16 de febrero mientras se ubicaba sobre aguas con temperaturas de 30 grados Celsius.[93]  Su organización estuvo poco definida, y el 19 de febrero se disipó debido a la presencia de una cizalladura fuerte.[94]
- El disturbio tropical 17F se formó el 6 de marzo a 231 kilómetros al norte-noreste de la isla Willis, Australia.[65][95]  Su estructura presentaba un centro de circulación de nivel bajo ampliado y bandas convectivas persistentes al oeste del centro.[96] Sin embargo, una cizalladura vertical de viento de magnitud alta dificultó el desarrollo de este disturbio, lo que propició su disipación el 8 de marzo.[97][98]

## Nombre de los ciclones tropicales
En el Pacífico sur, los nombres fueron asignados por el Centro Meteorológico Regional Especializado de Nadi o el Centro de Alerta de Ciclones Tropicales de Wellington. Tan pronto como una depresión tropical llegara a alcanzar la categoría de ciclón tropical registrando vientos mayores a 65 km/h (40 mph) y si se evidencia que vientos huracanados son registrados a una distancia considerable del centro, este es nombrado por el centro de alerta que monitorea en ese momento. Por ejemplo, sí una depresión tropical se convierte en un ciclón tropical la zona de monitoreo de TCWC Wellington, entonces la TCWC Wellington, en consulta con RSMC Nadi, nombra al ciclón con el siguiente nombre de la lista. Los nombres usados en esta temporada fueron los siguientes:
| - Ian - June - Kofi | - Lusi - Mike |